# IJsselmonds
Het IJsselmonds is de verzamelnaam voor een aantal dialecten dat op het eiland IJsselmonde (provincie Zuid-Holland) gesproken worden. Er zijn twee hoofdvarianten: West- en Oost-IJsselmonds.

## West-IJsselmonds
West-IJsselmonds wordt gesproken ten westen van het riviertje de Koedood, in de dorpen Rhoon, Poortugaal, Pernis en Hoogvliet. Met deze dialecten gaat het bijzonder slecht: de Rotterdamse import is overweldigend en alleen in Pernis en Hoogvliet is het nog mogelijk om dialect te horen, zij het met grote moeite.

## Oost-IJsselmonds
Oost-IJsselmonds wordt ten oosten van de Koedood gesproken. Hoewel het echte klassieke dialect nog maar weinig gesproken wordt, is een verwaterde versie nog springlevend, ook bij de jeugd. Alleen in Hendrik-Ido-Ambacht is het klassieke dialect nog de dagelijkse omgangstaal.
Vooral het Oost-IJsselmonds is sterk afwijkend van het Nederlands en het Rotterdams. Het is niet zonder meer dat iemand van buiten zuidelijk Zuid-Holland het dialect zal verstaan.

## IJsselmonds en Zwindrechts
Het eigenlijke IJsselmonds, dat wil zeggen het dialect van het dorp IJsselmonde, week af van dat van de andere dorpen. Het stond dichter bij het Rotterdams en het Algemeen Nederlands. Thans is dit dialect nagenoeg verdwenen: het dorp IJsselmonde is al lange tijd onderdeel van Rotterdam en het oude dialect is daardoor nagenoeg onvindbaar geworden. Een vergelijkbaar lot ondergingen het nauw met het IJsselmonds verwante Katendrechts en het nauw met het Barendrechts verwante dialect van Charlois.
Het Zwindrechts, het dialect van het dorp Zwijndrecht, kenmerkt zich door een Dordtse inslag in de klankleer terwijl het dialect van Heerjansdam een lichte Hoeksche Waardse inslag kent.

## De overige dorpsdialecten
De overige dorpsdialecten verschilden vroeger vrijwel niet van elkaar. Tegenwoordig is er wel verschil ontstaan in de mate waarin de verschillende dorpen vasthouden aan klassieke taalelementen in hun dialect. Zo is het Ambachts (het dialect van Hendrik-Ido-Ambacht) zeer conservatief terwijl bijvoorbeeld het Baorendrechts (dialect van Barendrecht) en het Bulessers (dialect van Bolnes) meer na het Nederlands toe zijn gegroeid.
De verwantschap van het Oost-IJsselmonds met het Krimpenerwaards, het West-Alblasserwaards en het Hoeksche Waards is zeer groot, groter dan die met het Dordts. Dit komt vooral door de gemeenschappelijke woordenschat, de blattende ae-klank die in deze gebieden voorkomt en de verkleinwoorden op -ie (blommechie, mannechie).
Woordenboeken en tekstboeken ontbreken voor het gehele gebied maar een Rekarreks (Ridderkerks) woordenboek is in de maak en zal waarschijnlijk in de loop van 2007 uitkomen.

## Voorbeelden van het Oost-IJsselmonds (Rijsoords)
- Bel, dat zék ie 's zegge: vroeger mosse me vroeg op en mee warreke int land hee. Dan mossie gaon taro wije en grippe.
- Dat beurde dan in de zeumer hee, dikkels was toen ok al hêêt.
- Je kon nog drinke uit de slôôt dus azzie dorst had, dee je je klomp of schoe uit en vulde die mit waoter.
- Meñse han ok een slauw en dat kon mit tie hette meraokels stinke.